# Lijst van windmolens in Limburg (België)
Dit is een lijst van windmolens in Limburg.
| Naam                       | Plaats                | Gemeente       | Provincie | Type molen            | Functie             | Maalvaardigheid                        | Monument-status | Bezoekmogelijkheid        | Foto                  |
| -------------------------- | --------------------- | -------------- | --------- | --------------------- | ------------------- | -------------------------------------- | --------------- | ------------------------- | --------------------- |
| Bergmolen                  | Leopoldsburg          | Leopoldsburg   | Limburg   | Bergmolen             | Korenmolen          | Romp                                   | Niet beschermd  | niet toegankelijk         |                       |
| Engsbergse Molen           | Tessenderlo           | Tessenderlo    | Limburg   | Bergmolen             | Korenmolen          | Romp                                   | Niet beschermd  | niet toegankelijk         |                       |
| Galgenmolen                | Genk                  | Genk           | Limburg   | Achtkante bovenkruier | Korenmolen          | Maalvaardig                            | M               | van 1 april tot 1 oktober |                       |
| De Hoop                    | Elen                  | Dilsen-Stokkem | Limburg   | Stellingmolen         | Korenmolen          | Maalvaardig                            | M               | ja                        | Stellingmolen De Hoop |
| Keijersmolen               | Molenbeersel          | Kinrooi        | Limburg   | Bergmolen             | Korenmolen          | Maalvaardig                            | M, DSG          | op afspraak               |                       |
| De Korenbloem              | Ophoven               | Kinrooi        | Limburg   | Bergmolen             | Korenmolen          | Romp                                   | M               | niet toegankelijk         |                       |
| Kruiskensmolen             | Mechelen-aan-de-Maas  | Maasmechelen   | Limburg   | Bergmolen             | Korenmolen          | Romp                                   | Niet beschermd  | op aanvraag               |                       |
| Lemmensmolen               | Kinrooi               | Kinrooi        | Limburg   | Bergmolen             | Korenmolen          | Maalvaardig                            | M, DSG          | op afspraak               |                       |
| Leyssensmolen              | Lommel                | Lommel         | Limburg   | Staakmolen            | Korenmolen          | Niet-draaivaardig                      | M               | na restauratie            |                       |
| De Lilse Meulen            | Sint-Huibrechts-Lille | Neerpelt       | Limburg   | Bergmolen             | Korenmolen          | Maalvaardig                            | M, DSG          |                           |                       |
| Molen van Leyssen          | Overpelt              | Overpelt       | Limburg   | Bergmolen             | Korenmolen          | Romp                                   | Niet beschermd  | niet toegankelijk         |                       |
| Napoleonsmolen             | Hamont-Achel          | Hamont-Achel   | Limburg   | Stellingmolen         | Koren- en oliemolen | Maalvaardig                            | M               | op afspraak               |                       |
| Nieuw Leven                | Leut                  | Maasmechelen   | Limburg   | Staakmolen            | Korenmolen          | Maalvaardig                            | M               | op aanvraag               |                       |
| Oude Molen                 | Tessenderlo           | Tessenderlo    | Limburg   | Staakmolen            | Korenmolen          | Maalvaardig                            | M, DSG          | ja                        |                       |
| Schaliënmolen              | Tessenderlo           | Tessenderlo    | Limburg   | Achtkante bovenkruier | Korenmolen          | In delen opgeslagen                    | M, DSG          | niet toegankelijk         |                       |
| Sevensmolen                | Kaulille              | Bocholt        | Limburg   | Stenen Grondzeiler    | Korenmolen          | Maalvaardig                            | M, DSG          |                           |                       |
| Sevensmolen                | Overpelt              | Overpelt       | Limburg   | Staakmolen            | Korenmolen          | Maalvaardig                            | M, DSG          | op aanvraag               |                       |
| Standerdmolen van Millegem | Genk                  | Genk           | Limburg   | Staakmolen            | Korenmolen          | Maalvaardig                            | M               | ja                        |                       |
| Stermolen                  | Eksel                 | Hechtel-Eksel  | Limburg   | Staakmolen            | Korenmolen          | Maalvaardig                            | M               | ja                        |                       |
| De Stormvogel              | Boorsem               | Maasmechelen   | Limburg   | Bergmolen             | Korenmolen          | Maalvaardig                            | M               | op aanvraag               |                       |
| De Tomp                    | Achel                 | Hamont-Achel   | Limburg   | Torenmolen            | Korenmolen          | Foutief gerestaureerd tot kasteeltoren | M, L            | niet toegankelijk         |                       |
| De Wachter                 | Dilsen                | Dilsen-Stokkem | Limburg   | Bergmolen             | Korenmolen          | Romp                                   | M, DSG          | op aanvraag               |                       |
| Windmolen Hoogveld         | Vliermaal             | Kortessem      | Limburg   | Bergmolen             | Korenmolen          | Romp                                   | Niet beschermd  | niet toegankelijk         |                       |
| Zorgvlietmolen             | Molenbeersel          | Kinrooi        | Limburg   | Bergmolen             | Korenmolen          | Draaivaardig                           | M               |                           | Zorgvlietmolen        |